# Polystichum vestitum
Polystichum vestitum är en träjonväxtart som först beskrevs av Georg Forster, och fick sitt nu gällande namn av Presl. Polystichum vestitum ingår i släktet Polystichum och familjen Dryopteridaceae. Inga underarter finns listade.

## Bildgalleri

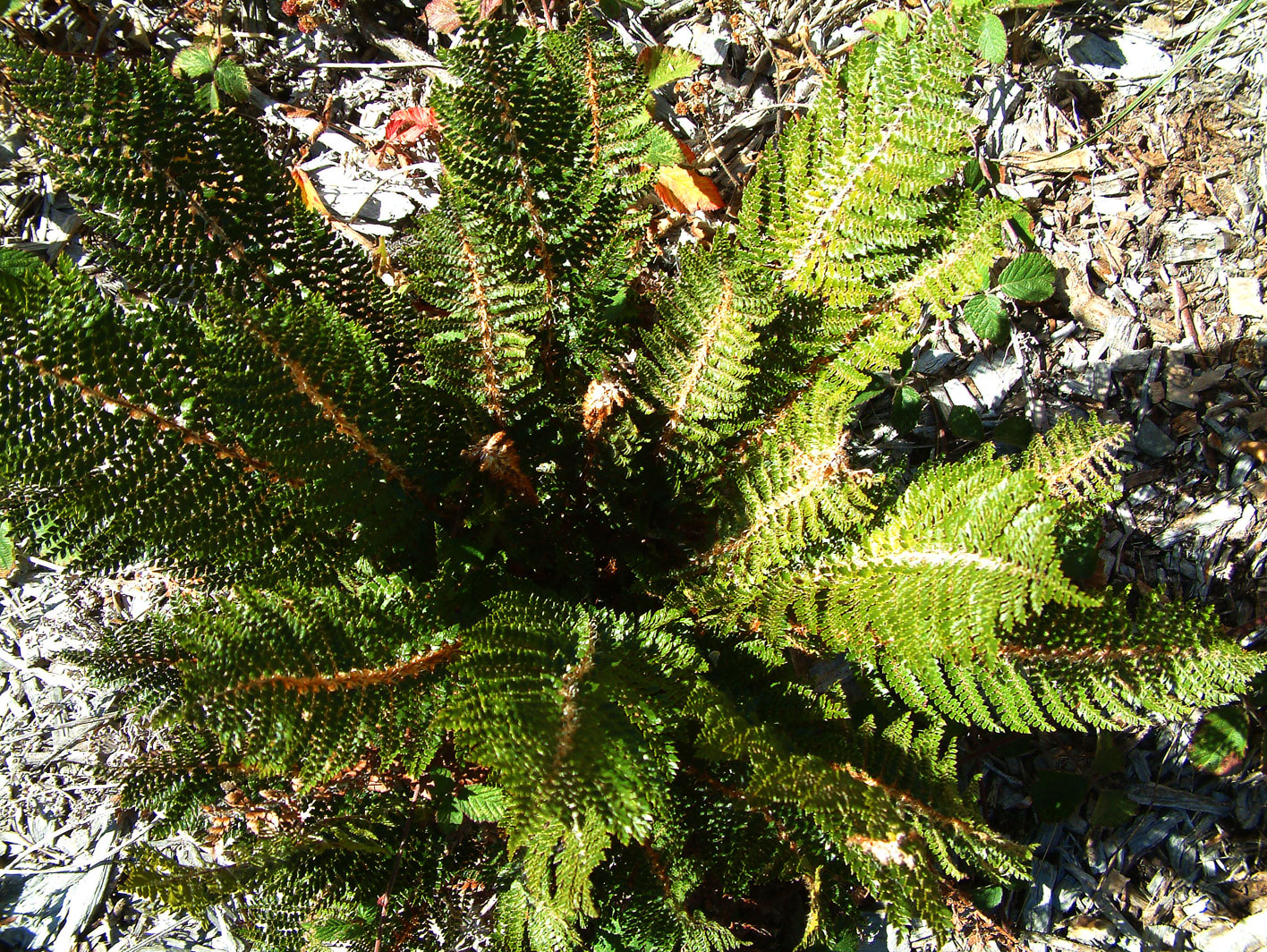